# Istinski logos
Istinski logos (grč. Λόγος Ἀληθής) je djelo grčkog platonističkog filozofa Kelsa koje predstavlja kritiku po njemu lažnog hrišćanskog logosa. Ovo Kelsovo djelo se smatra prvom sveobuhvatnom filozofskom kritikom hrišanstva.
Djelo je napisao je 178. godine. Pretpostavlja se da je pisano u Aleksandriji. Naslov dela Alethes logos Kelsos je vjerovatno odabrao prema Platonovom citatu, koji govori ο imenu, govoru, slici i spoznaji bića. Izvorno Kelsovo djelo je izgubljeno, ali je ponovo rekonstruisano iz potpuno sačuvane Origenove kontra-kritike pod nazivom Protiv Kelsa (grč. Κατὰ Κέλσου; lat. Contra Celsum) iz 248. godine. Otprilike devet desetina sadržaja u tih 8 knjiga Protiv Kelsa je sačuvano. Origen prati Kelsa reč po reč, tako da se osnova i kritika jasno prepoznaju.
U svome djelu Kelsos podvrgava racionalnoj kritici razne religijske mitove, navodeći da su neki, poput mita o potopu, pozajmljeni iz drugih tradicija, dok su neki, poput mita o stvaranju svijeta, u sukobu sa naukom. On sa filozofskog stanovišta dalje kritikuje antropomorfnu predstavu boga, religijski antropocentrizam i vjerovanje u sopstvenu izabranost. Hrišćansko učenje o uskrsnuću tijela kritikuje kao pogrešno shvaćeno filozofsko učenje o seobi duše. Hrišćanske zajednice svoga vremena Kelsos kritikuje zbog protivljenja obrazovanju i zastupanja slijepe vjere umjesto razumskog ispitivanja. On hrišćane kritikuje i zbog neučestvovanja u zajedničkim obredima, nepoštovanja zakona i drskog ponašanja prema slikama bogova drugih naroda.
Kelsos u svojoj knjizi izlaže i jevrejsko viđenje Isusa, koje se smatra uvredljivim za mnoge hrišćane.

## Jevrejsko viđenje Isusa
Nasuprot hrišćanskom viđenju, Kels u svojoj knjizi navodi i jevrejsko viđenje Isusa izloženo u Talmudu, svetom spisu judaizma.
Kels u svoju knjigu uvodi lik Jevrejina, zastupnika judaizma, koji izjavljuje da je Isus pogrešno smatran sinom djevice, i da potiče iz zabačenog sela u jevrejskoj Svetoj zemlji. Kelsov Jevrejin sumnja u pojavu zvijezde prilikom Isusovog rođenja i takođe osporava Isusovo navodno porijeklo od kralja Davida: „Žena stolara morala bi znati ako potiče od tako presvijetlog roda“ (II. 32).
Prema Talmudskom predanju, Isusova majka je bila siromašna jevrejska djevojka, koju je muž, stolar po zanimanju, otjerao zbog preljube sa rimskim vojnikom po imenu Panthera. Napuštena od muža i prezrena od društva, Marija je rodila Isusa (I. 32).
Zbog bijede i siromaštva Isus je otišao u Egipat, gdje je izučio magiju. Uvjeren u svoje čarobnjaštvo, Isus se vratio u rodnu Palestinu i predstavljao sebe bogom. Oko sebe je okupio „10 ili 11 ozloglašenih ljudi“, potpuno nedoličnih carinika i lađara (koje Kels naziva razbojničkom družinom), te s njima išao okolo i bijedno preživljavao. Govoreći o događajima uoči Isusovog pobuljenja kaže:
Kada smo ga sproveli i osudili, sakrio se i pokušao pobjeći. Bio je uhvaćen na najpogrdniji način i bio je izdan upravo od onih koje je nazivao svojim učenicima?
Kelsov Jevrejin prebacuje Isusovim sljedbenicima što smatraju Isusa za boga, iako je neslavno završio. Kelsos navodi da su Isusovi učenici umetnuli da je Isus prorekao sve što mu se dogodilo i da je tekst jevanđelja bio mijenjan 3-4, a i više puta (II. 27).
Kelsos piše da su oni koji vjeruju u Isusovo uskrsnuće žrtve zavedene fantazije. Navodni događaj je vidjela „suluda žena i neko ko je sklon takvim snovima“; koja je stvorila lažnu predstavu (II. 55). Kelsos se poziva na Platona koji govori da su neki ljudi kraj grobova umrlih viđali „sjenovite utvare“ (Fedon, c. 30. pp. 81 D). Ako Isus nije bio samo priviđenje, nego uskrsli iz mrtvih, morali su ga i drugi vidjeti. Ako je zaista htio pokazati božansku moć, tada se morao pojaviti i protivnicima i sudijama koji su ga osudili i svim ljudima (II. 63).
Kelsos izvodi svoj zaključak o Isusu:
Taj je dakle bio čovjek, i to takav kakvim ga samo istina prikazuje, a um dokazuje.

## Kritika judeo-hrišćanskog mišljenja
Kelsos kritikuje i jevrejsku religiju kao porijeklo hrišćanstva u namjeri da time oslabi hrišćanstvo.

### Kritika mita o stvaranju
Kelsos, ispitujući judeo-hrišćansko učenje o nastanku kosmosa, zabilježeno u Knjizi postanja koja se pripisuje Mojsiju, zaključuje:
Mojsije i proroci, pisci starih knjiga, nisu imali nikakvo znanje o prirodi svijeta i ljudi, i o tome su govorili glupo (VI. 50).
Kelsos biblijske priče o stvaranju svijeta ne uzima kao nauka, već kao „priče koje pisci komedija iznose da bi ljude razveseljavali“. On oštro kritikuje biblijsku priču o stvaranju čovjeka, za koju kaže da je to bajka za babe. Nasuprot judeo-hrišćanskom vjerovanju Kelsos navodi mišljenja grčkih filozofa i fizičara o postanku svijeta i razvoju čovjeka:
Jevreji, stiješnjeni u jednom uglu Palestine, potpuno neobrazovani ljudi, nemaju pojma da su Hesiod i mnoštvo drugih bogom nadahnutih ljudi davno o tome govorili. Jevreji su sastavili najnevjerojatnije i najneukusnije priče, naime o čovjeku koga je bog oblikovao svojim rukama i udahnuo mu duh i o ženi koja je učinjena od čovjekovog rebra, o božjim zapovijedima, o zmiji koja im se suprotstavljala i o pobjedi zmije nad božjim zapovijedima. I tako pričaju mit kao za stare žene i na potpuno drzak način prikazuju boga da je on već na početku bio nemoćan, i da nije mogao jednog jedinog čovjeka, kojega je sam oblikovao, učiniti poslušnim (IV. 36).
Za Kelsa je prazno pričanje to što Mojsije izvodi zakonodavstvo iz boga. On pobija Mojsijevo pisanje o stvaranju svijeta, navodeći mišljenje tadašnje grčke nauke da je svijet nestvoren, da su ljudi proizašli iz zemlje, da je bilo i prije raznih katastrofa, i da je potop za vrijeme Deukaliona (o čemu govori Platon u svojim Zakonima) jedan od najmlađih.
Još je gluplje nekoliko dana pridodati stvaranju svijeta prije nego što je bilo dana. Jer prije nego što je bilo nebo nastalo i dok još zemlja nije bila čvrsto zasnovana, niti se sunce kretalo u svojoj putanji, kako su tu mogli postojati dani?
Božje počivanje u sedmi dan Kelsos je komentarisao: „Poslije toga djela on je zaista kao loš zanatlija umoran i treba mira da bi se odmorio“ (VI. 61). On u duhu platonizma kritikuje pripisivanje antropomorfnih obilježja bogu: „Nije u redu da se prvi bog umori, ili da radi rukama ili da naređuje“.

### Kritika odnosa boga i svijeta
Kelsos primjerima pokazuje kako Jevreji i hrišćani uopće nemaju jasan pojam boga niti shvataju odnos boga prema svijetu. Oni govore o bogu koji odlazi i dolazi, koji postaje čovjek, umire, uskrsava i slično. Kelsus kao platoničar odbacuje takav način mišljenja o bogu, jer to degradira pojam božanstva:
Bog nije stvorio ništa smrtno. Njegova djela su samo besmrtna bića, a smrtna potječu od njih. I duša je božje djelo, a priroda tijela je druge prirode, i u tom pogledu nema razlike između tijela šišmiša ili crva ili žabe ili čovjeka. Jer sva su tijela oblikovana iz iste tvari i na isti način podložna promjeni (U IV. 52).
Kelsos dalje obrazlaže da će svako ko bude istraživao doći do spoznaje da „ništa nije besmrtno što potiče od materije“ i da su besmrtni bog i truležna tvar odvojeni. Iako su bog i zlo jedno od drugog odvojeni, u cjelini svijeta sve ima svoje skladno mjesto:
Bog nema potrebe da svoje djelo uvijek iznova, popravlja. On ne postupa kao neki čovjek koji je nešto nevješto napravio da bi stanje u svijetu popravljao poplavama ili požarima.
Dalja kritika judeo-hrišćanskog shvatanja božjeg odnosa prema svijetu zasniva se na stalnosti zla u svijetu:
Umanjivanje ili uvećanje zla nije prije postojalo, niti postoji sada, niti će postojati. Jer priroda svih stvari jest i ostaje jedna te ista i nastajanje zla je uvijek isto (IV. 62).
Ispitujući poreklo zla, Kels zastupa Platonovu teodiceju iz Teeteta prema kojoj zlo ne potiče od boga, jer bog nije stvorio ništa loše:
Ako ti se nešto i čini kao loše, ne znači da je stvarno loše, jer ne znaš što je prikladno cjelini.
Zlo, međutim, ne potiče ni od nekog drugog božanstva kojeg hebrejski nazivaju Sotona:
Hrišćani su na bezbožnom putu i u velikom neznanju kada bogu stvaraju protivnika, kojega zovu đavo ili hebrejski Satana. Takvo shvatanje je samo ljudsko mnjenje i potpuno je bezbožno da bi veliki bog, htijući pokazati ljudima bilo koje dobročinstvo, imao svoga protivnika i bio nemoćan.
Zlo potiče od prianja uz stvari i nalazi se u smrtnim bićima. U loše stvari spadaju čuvstva (afekti) jer donose mnoge štetne posljedice. No hebrejski tekstovi takvu osobinu pripisuju bogu, što bi značilo da je i bog podložan zlu kao i svaki čovjek; a to je uistinu bezbožno.
Kelsos pita hrišćane kako je bog mogao stvoriti loš svijet, te grdi svoje vlastito umijeće i mrzi i uništava vlastita stvorenja? Kels smatra da hrišćani kao stvaraoca označuju „prokletog boga“, koji je prokleo zmiju jer je prvim ljudima saopštila spoznaju o dobru i zlu. Kels zaključuje da postoji suprotnost između najvišeg boga i boga tvorca (demijurga), u kojega hrišćani vjeruju kao istinskog boga.

### Kritika antropomorfizacije boga
Jevrejsko-hrišćansko shvatanje Kelsos osporava i zbog antropomorfnih oznaka koje pripisuju bogu („usta Gospoda su to govorila, i tome slično“). Na to Kelsos piše: „Bog nema usta ni glasa“, i dalje: „Bog nema ništa od onoga što mi poznajemo“ (VI. 62). Kelsos kaže da bog nije čovjeka stvorio kao svoju sliku, niti nije sličan bilo kakvom obliku (VI. 63). On citira Platonovo Sedmo pismo (341 CD), gdje piše da se najviše dobro ne može iskazati rječima, već se stiče dugim vježbanjem (druženjem s njim), i iznenada se u duši upali kao od varnice svjetlo.
Kelsos navodi više mjesta iz Platona, gdje se kaže da je samo nekolicini spoznatljivo Dobro. Međutim, Platon iako uviđa tu poteškoću, ipak ne priča bajke, niti zatvara usta ako bi ga ko pitao za objašnjenje, niti zapovijeda da unaprijed treba vjerovati da je bog takav i takav, da ima sina takvih svojstava, da je sišao na zemlju i s njim razgovarao.
Ti vidiš da Platon, iako uvjerljivo kaže da se najviše dobro ne da riječima opisati, ipak daje razlog za tu nemogućnost kako se ne bi mislilo da ne želi ispitivanje svojih riječi. Platon se ne hvali i ne laže, niti govori da je nešto novo otkrio, niti da je došao s neba i da saopštava to novo, već kaže odakle mu to znanje.
Kelsos prigovara hrišćanima da „hoće boga vidjeti tjelesnim očima, ušima hoće čuti njegov glas i čulnim rukama hoće ga dodirnuti“ (VII.34.) On napominje da tako šta već imaju na raznim proročištima, gdje se bogovi javljaju ljudima u ljudskom obliku, i to ne samo jedanput, „kao taj što je ljude prevario, već uvijek kad neko želi“ (VII. 35). Kelsos smatra da hrišćani, opterećeni svojim vjerovanjem, jednostavno ne mogu shvatiti bit boga. Međutim, on im ipak pokušava približiti filozofsko poimanje boga:
Ako zatvorite oči za osjetilne percepcije, i ako se umom pokušate uzdići i ako napustite tijelo i otvorite oči duše, moći ćete samo tako vidjeti boga.
On savetuje hrišćane ukoliko traže duhovnog vođu da izbjegavaju opsjenare, vrače i one koji se zaklinju na utvare, jer će inače sebe učiniti smiješnim ako na druge bogove budu hulili kao na utvare, poštujući onoga koji nije ni utvara „nego stvarni mrtvac“ (VII 36). Kels zaključuje da ne obožavaju ni boga ni božanstvo (demona), nego mrtvog čoveka. On napominje da je obožavanjem Isusa Hrista razbijen monoteizam, i time je otvoren put prema hrišćanskom politeizmu.

### Kritika antropocentrizma
Kels judeo-hrišćanskom antropocentrizmu suprotstavlja ideju savršenstva svijeta. Dakle, nije čovjek središte stvaranja, već savršenstvo svijeta. Kelsos svojim protivnicima postavlja pitanje — zašto se ne bi moglo reći da smo mi stvoreni zbog životinja, jer ljudi životinje ne mogu loviti bez raznog pribora, a životinje ljude mogu (IV. 78.79). Još navodi da mravi i pčele žive u savršenoj organizaciji da ni tu ljudi nemaju prednost. Kelsos piše da se životinje znadu same liječiti, na primjer zmije i orlovi znadu neku vrstu ljekovitog kamenja, a orao to kamenje odnosi u gnijezdo (IV. 86). Kelsovo upoređivanje čoveka sa životinjama sledi platonističko shvatanje da su sve duše jednake, i da duša ide i u druga tijela. On ovim primerima pokušava pobiti ljudsku umišljenost o izuzetnosti u svijetu:
Ako bi dakle neko ozgo gledao dolje na zemlju, kakvu bi razliku našao između toga što mi radimo i onoga što rade mravi i pčele?
Kels zaključuje da svijet nije učinjen zbog čovjeka, kao što nije učinjen ni zbog lava, ni vola, ni delfina, već je taj svijet (kosmos) kao djelo boga u svojim dijelovima potpun i savršen. U odnosu na cjelinu sve je odmjereno. Bog se brine za cjelinu i njegova providnost je nikada ne napušta. Ne postaje ništa lošije, niti to bog poslije nekog vremena sebi vraća. Bog se ne srdi zbog ljudi, kao što se ne srdi ni zbog majmuna ili miševa, niti bilo čemu prijeti, jer svaki dio ima na sebi svoje određenje (IV. 99). Prema Kelsu, cilj stvaranja nije čovjek — već svijet kao cjelina, red i savršenstvo.

### Kritika verovanja u izabranost
Kelsos kritikuje jevrejsko ubeđenje da su oni izabrani narod. Prema Kelsu, Jevreji uopšte ne spadaju među stare i mudre (božanske) narode, kao na primjer Egipćani, Asirci, Indijci, Persijanci, Haldejci i još neki. Kelsos pita zašto je božji sin došao baš Jevrejima i to u obliku samo jednog čovjeka u zabačenom kraju kao što je Palestina:
Dakle, ako je bog, kao Zeus kod komediografa, probudivši se iz dugog sna, htio spasiti ljudski rod iz njegovog zla, zašto je poslao duh, o kojemu vi govorite, samo u jedan kraj? On je mogao na isti način mnoga tijela oduhoviti i poslati po čitavoj vaseljeni.
Kelsos pobija ideju da su Jevreji izabrani božji narod, a time i hrišćani koji tu tradiciju nastavljaju, tvrdeći da jevrejski zakoni nemaju prednost pred zakonima drugih naroda. Bog nije uzročnik tih zakona, pa stoga i ideja o izabranosti nema nikakvog smisla.
Nije vjerojatno da oni imaju veću čast kod boga i da ih više voli nego druge; i da su samo k njima slani glasnici upravo tako kao da su oni slučajem dobili neku zemlju blaženih.
Kelsos jevrejski i hrišćanski rod upoređuje s mnoštvom šišmiša, ili s s mravima koji izlaze iz svog skloništa, ili sa žabama koje sjede u močvari ili s glistama koje se skupljaju na nekom blatnjavom mjestu i prepiru koja je od njih veći grešnik i govore: „Nama se bog najprije otkrio i navjestio. On ostavlja cijeli kosmos i nebo, niti se brine za samu zemlju, već samo nama vlada i samo nas pozdravlja preko svojih glasnika“. Kels dalje opisuje gliste koje govore: „Postoji bog i poslije njega dolazimo mi, jer kroz njega smo mi postale u svemu slične bogu i nama je sve podređeno, zemlja i voda i zrak i zvijezde, i sve je zbog nas učinjeno i sve je učinjeno da nama služi“.
Nasuprot njihovoj ubeđenosti u sopstvenu izabranost, Kelsos misli da ni Jevreji ni hrišćani ne mogu imati ugleda, jer je njihov zajednički korijen stalna buna (stasis). Kelsos smatra da su i jedni i drugi krivi zbog pobuna protiv zajednice. Kelsos je pisao da su Hebreji egipatskog porijekla i da su se pobunili protiv svojih, napustili Egipat i otišli u Palestinu gdje su se naselili. A onda su se kasnije neki su se Hebreji pobunili protiv judejske zajednice verujući da je Isus mesija. Kelsos naovodi da su Jevreji čak i obrezanje i uzdržavanje od svinjskog mesa, po čemu se smatraju posebnim, u stvari preuzeli od Egipćana:
Zbog toga jer se obrezuju oni nisu ništa svetiji nego drugi, a Egipćani i Kolhi imali su taj običaj već prije; no ni zbog toga što se uzdržavaju od svinjskog mesa, jer i taj običaj imaju Egipćani i uz to se uzdržavaju od kozjeg, ovčjeg i goveđeg mesa i od riba, a Pitagora i njegovi učenici ne jedu ni grah, niti bilo šta što je imalo život.
Poredeći ih sa Egipćanima i pitagorejcima koji imaju dosledna ograničenja u ishrani, Kelsos pokazuje da su oni svoje običaje preuzimali od drugih ali uvek samo delimično i pogrešno.

### Kritika verovanja u utjelovljenje
Kelsos judeo-hrišćansko verovanje o silasku boga na zemlju smatra sramotnim:
To što neki, kako hrišćani tako i Jevreji, govore da je bog ili božji sin kao sudija zemaljskih stvari sišao na zemlju ili će sići, to je nešto najsramotnije i za to nije potrebno opširnije pobijanje (IV. 2).
Kels prvo teološki osporava smislenost božjeg silaska na zemlju. On pita kakvog smisla ima takvo silaženje boga? Sigurno ne da bi upoznao prilike među ljudima, jer on već zna sve. Jedino ako zna, ali ne može popraviti božjom silom, pa je u obliku tijela nekoga poslao:
Dakle, tek sada, poslije tako dugog vremena, bog se sjetio da pravedno uređuje ljudski život, a prije to nije htio (IV. 7).
Kels dalje istu temu kritikuje s tla filozofije. Osnova njegovog izvođenja je Platonov pojam boga, prema kojem je bog dobar, i lijep, i blažen, i nalazi se u najljepšem i najboljem stanju. Ako siđe ljudima, mora se promijeniti, i to iz dobrog u loše, iz lijepog u ružno, i iz najboljeg u najgore stanje. No, smrtno je po prirodi promjenljivo, a besmrtno je po sebi uvijek jedno te isto. Kels dakle zaključuje da bog ne bi nikako mogao ići u takvu promjenu (IV. 14).
Ili se bog stvarno mijenja u smrtno tijelo, kao što oni misle, ali to je kao što je rečeno nemoguće; ili se on sam ne mijenja, a djeluje tako da gledaoci vjeruju da se promijenio i time ih zavodi i laže. No, prevara i laž su loše stvari.
Kelsos napominje da spor Jevreja i hrišćana ne treba uzeti ozbiljno, jer i jedni i drugi veruju u pojavljivanje božjeg duha među ljudima:
Međusobnu svađu između Jevreja i hrišćana ne treba ozbiljno uzeti, jer obje strane vjeruju da je božji duh najavio da će doći spasitelj ljudskom rodu, samo što nisu u tome jedinstveni da li je najavljeni došao ili nije (III 1).
Kels ovde veoma precizno uočava suštinu spora između judaizma i hrišćanstva.

### Kritika verovanja u uskrsnuće
Kelsos kritikuje i hrišćansko eshatološko vjerovanje u konačni sud i uskrsnuće tijela:
Glupo je takođe njihovo vjerovanje da će bog poput kuvara, kad je već jednom zapalio vatru, spaliti sav ostali ljudski rod, a da će samo oni dalje živjeti, i to ne samo oni koji su živi, već i oni koji su davno umrli, oni će se opet vratiti iz zemlje u istom svom tijelu kao prije.
Kels zaključuje da je to nada prikladna za crve, jer ljudska duša neće čeznuti za propalim tijelom. On ovu judeo-hrišćansku dogmu smatra potpuno neprirodnom i protivnom razumu, jer koje se tijelo, kada je potpuno razoreno, može povratiti u prvobitno stanje iz kojega je proizašlo? Kelsos prenosi da oni, budući ne mogu ništa odgovoriti, uzmiču govoreći da je bogu sve moguće. No Kels ih podseća da bog ne može činiti ono što je ružno i neće činiti ono što je protivprirodno.
Tijelo puno nečega što nije lijepo spomenuti proglasiti vječnim protiv uma niti bog hoće niti može.
Prema platonističkom poimanju, bog je logos svega postojećeg i ne može ništa činiti što bi protivrječilo logosu, odnosno njemu samome. Za dušu je pripremio vječni život, a „lešine treba baciti prije nego smeće“ (Heraklit). Kelsos sam motiv verovanja u uskrsnuće tijela smatra pogrešnim:
Nije li to veoma glupo da vi čeznete za tijelom i da se nadate da će to tijelo opet uskrsnuti kao da za nas nema ničega boljeg i vrednijeg od tog tijela?
Kelsos primećuje da shvatanje besmrtnosti duše nije novo, ali da je hrišćansko vjerovanje o uskrsnuću nastalo pogrešnim tumačenjem filozofskog učenja o seljenju duša.

### Kritika kulta proroka
Kelsos piše da hrišćani traže utočište u starozavjetnim proročanstvima o svemu onome što se s Isusom dogodilo rečima: „tako se moralo dogoditi“, a kao dokaz nakon što se dogodi navode da je već davno bilo prorečeno (VII. 2). U daljim prigovorima on opisuje način rada hebrejskih proroka u Fenikiji i Palestini.
Mnogi ljudi bez ikakvog imena i ugleda dolaze iz potpuno slučajnih razloga u hramove i izvan njih, a neki i prosjačeći. Oni idu po gradovima i ratnim položajima i pokazuju se kao da mogu proricati; a svaki od njih običava ovako govoriti: Ja sam bog ili božji sin ili božji duh. Ja sam došao jer će uskoro svijet propasti, i vi ljudi ćete isto propast zbog svojih nepravednih djela. Ali ja vas hoću spasiti, i vi ćete vidjeti da ću ja opet doći s nebeskom silom. Sretan je ko me sada poštuje, a na sve drugo, i na sve gradove i zemlje bacit ću vječnu vatru. A ljudi koji ne znaju za te kazne, koje pred vama stoje, uzalud će se kajati i uzdisati, a one koji mi vjeruju, njih ću vječno čuvati.
Kelsos dodaje da nakon što njihov prorok to prijeteći izgovori, tome doda niz „nerazumljivih, glupih i potpuno nejasnih riječi“, čiji smisao ne može shvatiti niko pametan, jer one ništa ne govore, već daju svakoj budali i varalici mogućnost da ih tumači po volji (VII. 9).
Kels zaključuje da ako proroci navješćuju da će veliki bog raditi poslove sluge, biti bolestan ili umrijeti, tada bog nužno mora biti mrtav ili sluga ili bolestan. Dakle, ne treba verovati u sve što kažu, makar i unapred kazali, već treba razmotriti da li je takvo djelo lijepo, dobro i boga dostojno. Ne treba vjerovati u ono što je ružno i loše, makar su svi ljudi tako šta prorekli u nekom mahnitom stanju.

## Kritika hrišćanstva

### Racionalna kritika
Kelsova kritika hrišćanstva u metodološkom pogledu predstavlja suprotstavljanje grčke filozofije hebrejsko-hrišćanskom vjerovanju. U duhu platonovskog shvatanja, on kaže da ako filozof vjeruje da postoji bog, duša i zagrobni život, onda će to nastojati da dokaže i kritički istraži.
Kelsos primerima iz grčke mitologije pokazuje da je potrebno kritički misliti, te da niko ne smatra Aborisa Hiperborenjanina bogom, jer ga je strijela nosila kroz vazduh (III. 31), niti izvesnog Klazomenjanina, čija je duša često napuštala tijelo i posjećivala različita mjesta, niti Kleomedesa od Astypalaia, koji je bio zatvoren u neki sanduk, ali je pomoću nekog božanskog učinka odatle izišao (III. 33).
Kelsos navode o Isusovom uskrsnuću, poredi sa primerom da mnogi ljudi, i Grci i varbari, takođe vjeruju da su vidjeli Asklepija.
Kelsos smatra da čitava mistička simbolika drveta života i uskrsnuća s drveta potiče otud što je njihov učitelj bio razapet na krst i što je bio stolar. On piše da bi čitavo hrišćansko vjerovanje izgledalo drugačije da je Isus, na primjer, bio gurnut s obronka ili bačen u provaliju ili ugušen užetom ili da je po zanimanju bio obućar ili klesar ili da je radio sa željezom. Tada bi se govorilo o obronku života na nebesima, o provaliji uskrnuća, o užetu besmrtnosti, o blagoslovenom kamenu, o željezu ljubavi, ili o svetoj koži. Kelsos kritičku analizu hrišćanskog verovanja zaključuje pitanjem: „Zar se ne bi koja stara žena stidjela da te priče priča djetetu kod uspavljivanja?“ (VI. 34).

### Komparativna analiza
Kelsos brojnim primjerima pokazuje da hrišćanstvo nije novo vjerovanje i da su hrišćani mnoge elemente svog sadržaja, pod raznim imenima, preuzeli iz ranijih mitologija, mijenjajući ih i pogrešno tumačeći. Kelsos posebno upoređuje hrišćanske kultove s egipatskima koje oni preziru. Poput Egipćana, i hrišćani počivšeg smrtnika obožavaju kao boga i misle da pritom pobožno postupaju (III. 41). Isusovo tijelo Kelsos upoređuje sa zlatom, srebrom i kamenom, napominjući da je ono prolaznije nego te stvari (III. 42).
Hrišćani ismijavaju molitelje Zevsa, koji pokazuju njegov grob na Kritu i bez obzira na to poštuju mrtvog čovjeka.
Kelsos navodi mnoge paralele između biblijskog predanja i grčke mitologije. Priču o o gradnji vavilonske kule i zbrci u jezicima, koju je Mojsije zapisao, Kelsos smatra falsifikatom priče o Alojeovim sinovima (IV. 21). Kelsos u priči o razaranju gradova Sodome i Gomore vidi sličnost s mitom o Faetonu (usp. I. 19). Čuveni biblijski mit o potopu Kelsos smatra falsifikatom priče o Deukalionu:
Zatim pričaju o potopu i o nekoj neobičnoj barci, u kojoj je sve bilo, i o golubu i o gavranu kao glasnicima, time što su falsifikovali i olako shvatili priču o Deukalionu.
Kels smatra da su hrišćani i učenje o uzdizanju duše u Carstvo Božje preuzeli iz drugih religijskih tradicija. Kelsos navodi da hrišćani vjeruju u uzdizanje duše kroz sedam neba i obrazlaže da se to učenje već nalazi u tekstovima Platona i persijskom kultu Mitre. Učenje o božjem duhu je, s druge strane, posuđeno iz stoičke filozofije. Zbog naglašenog motiva božje kazne, Kelsos upoređuje hrišćanstvo s bahanatskim misterijama, gdje se prvo pokazuju pojave i utvare.
Kels navodi da je i osnovna misao hrišćanske etike, o neopiranju zlu, davno prije njih izrečena od Sokrata i zabeležena od Platona:
Ni na koji način ne treba činiti nepravdu. Iako nam je neko nepravdu učinio, ne smije se odgovoriti nepravdom, kao što misli mnoštvo, jer se uopšte ne smije nepravda činiti. Loše koje smo pretrpjeli, lošim osvetiti pravedno je, kako kaže mnoštvo. Nikako. Jer ljudima činiti loše ne razlikuje se uopšte od činjenja nepravde. Dakle, ne smije se nekome ni nepravdom odgovoriti niti loše učiniti, pa makar od njega pretrpjeli još tolika zla.— Sokrat u Platonovom dijalogu Kriton
Prema Kelsu je i hrišćanski stav prema bogatima takođe preuzet od Platona, tako što je Isus parafrazirao Platonovu misao: „Nemoguće je da veoma dobar čovjek bude istovremeno i veoma bogat“ (Zakoni V. 12; 743 A). Čak i hrišćansko odbacivanje idola Kels izvodi iz Heraklitovog kritičkog shvatanja da se bogovi pravljeni rukama ne mogu prihvatiti kao umna bića: „I tu se mole božjim likovima kao kad bi se ko htio razgovarati s kućama, jer ništa ne znaju o bivstvu bogova i heroja“ (fragment 5).
Kelsos svoju analizu zaključuje konstatacijom da su hrišćani krivo spajali razna stara učenja, i da se njihovo učenje razlikuje od preuzetih izvora „jedino svojim glupim nerazumijevanjem“.

### Kritika alegorijske metode
Kelsos je pretpostavljao da će se hrišćanski apologeti u odbrani svojih vjerovanja poslužiti alegorijskom metodom.
Pametniji među Jevrejima i hrišćanima daju tim stvarima alegorijsko tumačenje.
Mežutim, Kelsos tu metodu ne prihvaća, obrazlažući zašto se apologeti moraju baš tom metodom služiti:
Oni se zaklanjaju alegorijskom metodom zbog sramote koja se nalazi u tim pričama.
Kelsos piše da je alegorijska metoda gluplja nego same priče, jer s nevjerojatnom glupošću spaja stvari koje se uopće ne mogu spojiti.

## Kritika hrišćana

### Kritika neobrazovanosti
Kelsos piše da je hrišćanska zajednica često ispoljavala svoje protivljenje obrazovanju i da njoj ne pristupaju razumni i obrazovani ljudi, jer se ta svojstva kod hrišćana smatraju lošim, što njega kao filozofa posebno pogađa:
Šta ima lošeg u tome da je čovjek obrazovan i da se trudi oko najboljih učenja, i da je razuman? Da li je to smetnja za spoznaju boga? Nije li to prednost i ne dolazi li se tako prije do istine (III. 44).?
Kelsos prenosi da hrišćani vjeruju da je mudrost svijeta zlo, a glupost je dobra (I Kor. 1,18 i d.), i obećavaju utjehu neučenima, neumnima i neobrazovanima. On primjećuje da time što takve proglašavaju miljenicima svog boga, oni uspijevaju da privuku proste ljude, robove, žene i djecu (III. 44). Kelsos opisuje auditorij kojem se hršćani obraćaju:
Mi vidimo da svi oni, koji na trgovima galame i traže darove, ne pristupaju grupi razumnih ljudi da pokažu svoje vještine. No gdje vide mlade, grupe robova i glupake, tu se tiskaju i pokazuju se lijepim (III. 50).
Obraćanje neobrazovanima Kelsos smatra bitnom strategijom hrišćanstva. On primećuje da hrišćansko načelo „ne ispituj, već vjeruj“, čini ljude lakim plenom za razne varalice. Kelsos opisuje da hrišani idu po privatnim kućama obraćajući se samo onima koje mogu lako zavesti (III. 55). On smatra da hrišćani izbjegavaju obrazovane stoga što su njihove religijske predstave prikladne samo glupima. Kelsos opisuje ranohrišćansku religijsku praksu „nepriličnog ponižavanja“, odnosno klanjanja na javnim mestima:
Ponizni se na nedostojan i nepriličan način ponižava, u prašini kleči na koljenima, nagnut naprijed, odjeven odjećom nesretnika i pokriven debelom prašinom (VI. 15).
Kelsos smatra da je hrišćanska poniznost očigledno nerazumijevanje Platonove filozofije, koja glasi da boga večno prati pravda, i ko želi biti sretan, drži se nje i prati je „ponizno i smjerno“. Kelsos preporučuje hrišćanima da za vođe uzmu mudrace i filozofe.

### Kritika odbacivanja idola
Kelsos piše da hrišćani ne uspostavljaju oltare i božje slike, već imaju nevidljivu i tajanstvenu zajednicu. On piše:
Njihove oči ne mogu da podnesu hramove, oltare i božje slike. Znam da i Persijanci imaju ove običaje i da smatraju da je nepravedno praviti božje slike, oltare i hramove, a one koji to čine smatraju glupim.
Kelsos pretpostavlja da oni to čine iz razloga što ne vjeruju da su bogovi nalik ljudima, napominjući da onda pobijaju sami sebe, a da to i ne primjećuju. Jer i oni kažu da je bog učinio čovjeka po svojoj vlastitoj slici i da mu je po obliku jednak.
Oni preziru božje slike. Čine li oni to zbog toga što obrađen kamen, drvo, rudača ili zlato nije bog, onda im je ta mudrost smiješna. Jer ko misli, osim potpuno djetinjastih ljudi, da to jesu bogovi, a ne posvetni darovi i slike bogova?
Kels kaže da ako su te slike ništa, onda nema razloga da ne učestvuju u zajedničkim svečanostima. A ako ima nekih božanstava (demona), očito je da i oni pripadaju Bogu, pa se i u njih mora vjerovati, i prinositi im žrtve prema običajima. Kels vjeruje da Bog ne može biti povrijeđen kultom drugim božanstvima, jer on je svima zajednički, dobar, bez potreba i bez zavisti. Razna božanstva su sluge najvišeg boga i besmisleno je verovati da postoji suprotnost između njih, jer bi to značilo podijeliti Božje carstvo, kao da tamo stoji jedna partija protiv druge. Očito je da ako neko poštuje sunce ili boginju Atenu, tada slavi i velikog boga. Jer poštivanje boga, koji sve drži, postaje time potpunije. Oni koji su mu posebno posvećeni nemaju razloga da ne učestvuju u javnim svečanostima (IV. 2). Međutim, ukoliko hrišćani neće da prinose životinjske žrtve, onda neka budu dosledni:
Ako hrišćani neće da učestvuju u prinošenju životinja, tada bi se morali uzdržavati od uživanja svih životinja, kao što je činio Pitagora (V. 41).
Kelsos takođe prigovara hrišćanima da se ponašaju drsko prema slikama bogova drugih naroda: „Vidi, prilazim kipu Zevsa ili Apolona ili bilo kojeg drugog boga i vrijeđam i tučem ga, i on mi se uopšte ne sveti“. On međutim podseća da je i njihovov demon Isus Hristos bio bespomoćno vezan i razapet.

### Opasnost za državu
Kels tvrdi da kult cara treba poštovati jer doprinosi održanju reda.
Ako ti se zapovjedi da se među ljudima zaklinješ caru, tada to nije ništa strašno. Jer njemu je dato da vlada zemljom, i što u životu primaš, primaš od njega.
Kelsos se poziva na drevno shvatanje „neka jedan čovek bude gospodar“ (Homer) i kaže da kada bi svi radili kao hrišćani, nestalo bi vladavine zakona i tada ništa ne bi sprečavalo da upravljanje zemljom dođe u ruke najbezakonitijih varvara (VIII. 68). Kelsu nije jasno šta je toliko strašno u odavanju počasti vladarima ovog svijeta, jer ni oni nisu dobili svoje zemaljsko dostojanstvo bez snage božanstva. Ali hrišćani rade upravo obratno. Umjesto da nastoje da im kraljevi i vladari budu milostivi, oni ih ljute i izazivaju.
Kelsos smatra da su hrišćani obavezni da se bore za cara i da ga pomažu. To se ne odnosi samo za slučaj rata, već i za vrijeme mira hrišćani su dužni da pomažu i štite državu. U svojim gradovima treba preduzimati upravne dužnosti ako se radi o održanju zakona i pobožnosti (VIII. 75). Međutim, hrišćani stvaraju tajna udruženja u suprotnosti prema postojećim zakonima, te Kelsos ocenjuje da oni predstavljaju opasnost za Rimsku državu. Primanje hrišćanstva ne bi donijelo nikakve prednosti Rimljanima, već bi imalo samo negativne posljedice. Kels predviđa da kada bi hrišćani ubedili vladara da primi hrišanstvo, oni se tu ne bi zaustavili već i i njegove naslednike i sve druge hteli da preobrate u svoje učenje, dok ne bi sve pokorili:
Naime, ako bi vladar primio hrišćanstvo i ako bi ga tako ti pokorio, ti bi i njegove nasljednike htio pridobiti za svoje učenje. Kada bi i njih pokorio, to bi tada učinio i s drugima i tada opet s drugima, i to sve dotle dok ne bi svi bili pokoreni koji povjeruju tvojim riječima.
Kelsos zaključuje da mudra vlast može predvidjeti takvu svoju sudbinu „i stoga vas treba uništiti prije nego što sama propadne“ (VIII. 71).

## Origenova kritika Kelsa
Origen je kao odgovor na Kelsov Istinski logos napisao veoma opsežno delo Protiv Kelsa, u nastoji da pobije sve stavke njegove kritike.
Origen Kelsosa predstavlja kao jednog od epikurejaca, kojima je pripisivao sve najgore osobine, navodeći da one ne vjeruje u vječnost duše, kao što veruju platonisti. Origen takođe prebacuje deo Kelsove kritike na razne ranohrišćanske sledbe, kao što su markioniti.
Origen odbacuje Kelsovo doslovno čitanje Svetog pisma, objašnjavajući da se stvaranje „po božjoj slici“ odnosi na unutrašnjeg čovjeka, sposobnog da bude prema slici stvoritelja (Kol. 3,10). Jer koji se vladaju po duhu Božjemu, oni su sinovi Božji.
Najveći značaj Origenove kritike je u tome što nam je Kelsov tekst danas uopšte poznat.

## Značaj Kelsove kritike
Kelsov rad je to bio prva temeljna kritika hrišanstva. Njegova kritika hrišćanstva sadrži mnoge i dalje aktuelne prigovore. Karl Löwith kaže da se u kritici hrišćanstva već 1.800 godina ponavlja ono, što je u biti rekao Kelsos. Na primjer, Ničeova kritika hrišćanstva umnogome je ponavljanje Kelsa. Kelsos je metodološki uspio naći sve slabe strane novog vjerovanja. Pomoću komparativne metode dolazi do mnogih analogija, dokazujući da se sadržaji hrišanskog učenja ne mogu smatrati kao objavljena istina:
Svojom komparativnom metodom Kelsos je razbio iluzije o hrišćanstvu kao objavljenoj religiji i o Kristu kao božjem sinu, kojega je rodila djevica Marija posredstvom Svetog duha.— Branko Bošnjak
Kelsos nastupa sa pozicija platonovske sinteze filozofije i mitologije, odnosno logosa i mita u njihovom međusobnom prožimanju. On sa pozicija grčke filozofije i mitologije kritikuje judeo-hrišćansku religiju:
To je bio susret dva svijeta, dvaju suprotnih ideja, koje možemo označiti kao razliku između Atine i Jerusalima, između Akademije i Crkve, mišljenja i vjerovanja.— Branko Bošnjak
Grčki filozofi su smatrali da ako se govori o bogu i kosmosu, onda se ne bi smjelo ići ispod postignutog nivoa. Sa filozofskog stanovišta, svaki ozbiljan razgovor o bogu apriori isključuje mitove judeo-hrišćanstva. Bog u antropomorfnim oblicima već davno nije ozbiljna tema filozofije, te ako hrišćanstvo ne može izdržati filozofsku kritiku, znači da sadržaj vjerovanja nije došao do nivoa filozofije. Razgovor o bogu, duši, smrti, životu poslije smrti, anđelu, raju, paklu, demonu, duhu i slično može biti uspješan ako se kreće na nivou mišljenja. Hrišćanstvo nije išlo na taj odnos, već se zahtijevalo vjerovanje u ono što se o tome kaže.
Kelsova kritika hrišćanstva je posljednja obrana izvornog platonizma. Po djelovanju kao filozof i kritičar Kelsos se može uporediti s Boetijem, koji je nazvan posljednjim Rimljaninom. Kelsos je u tom smislu bio posljednji Atenjanin. Iako je Platonova Akademija trajala do 529. godine, iako je i Plotinov učenik Porfirije pisao protiv hrišćanstva (što je izgubljeno), ipak je Kelsos svojim djelom teorijski doveo u pitanje cijelu hrišćansku ideju.— Branko Bošnjak